# Mycetophila cavalierii
Mycetophila cavalierii är en tvåvingeart som beskrevs av Duret 1981. Mycetophila cavalierii ingår i släktet Mycetophila och familjen svampmyggor. Inga underarter finns listade i Catalogue of Life.